# Gueorgui Grechko
Gueorgui Mijáilovich Grechko (en ruso: Георгий Михайлович Гречко; Leningrado, 25 de mayo de 1931 — Moscú, 8 de abril de 2017) fue un cosmonauta soviético que voló en tres misiones espaciales: Soyuz 17, Soyuz 26 y Soyuz T-14.
Fue dos veces condecorado con la medalla de Héroe de la Unión Soviética y tres veces con la Orden de Lenin.

## Biografía
Gueorgui Grechko nació el 25 de mayo de 1931 en Leningrado (actual San Petersburgo), hijo de un ucraniano y de una bielorrusa. En junio de 1941, una semana antes de la invasión alemana de la URSS, se fue de vacaciones con su abuela a la región de Chernígov, en Ucrania. Pasó dos años en la Ucrania ocupada y en 1943 regresó a su ciudad natal. En 1949 se matriculó en el Instituto de Mecánica de Leningrado, y se graduó con honores seis años después, en 1955. Posteriormente obtuvo dos títulos más: un máster en ingeniería en 1967 y un doctorado en física y matemáticas en 1984.

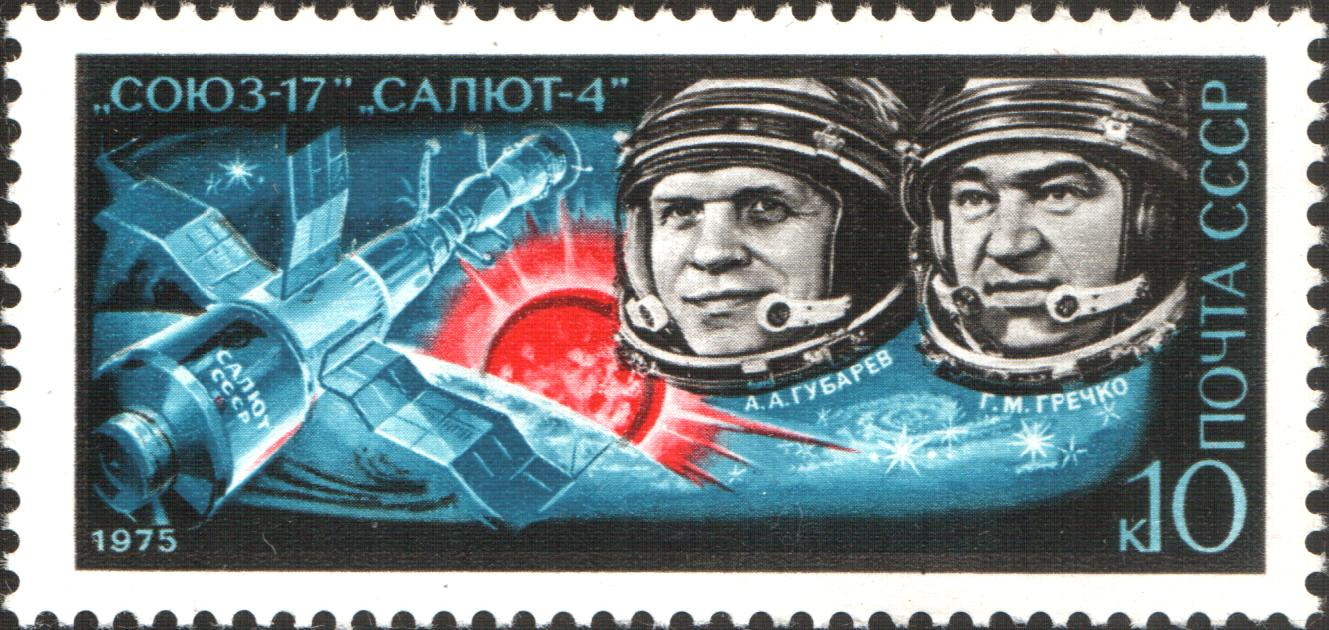
Sello postal soviético de 1975 dedicado a la Soyuz 17: Alekséi Gúbarev (izq.) y Gueorgui Grechko (der.)

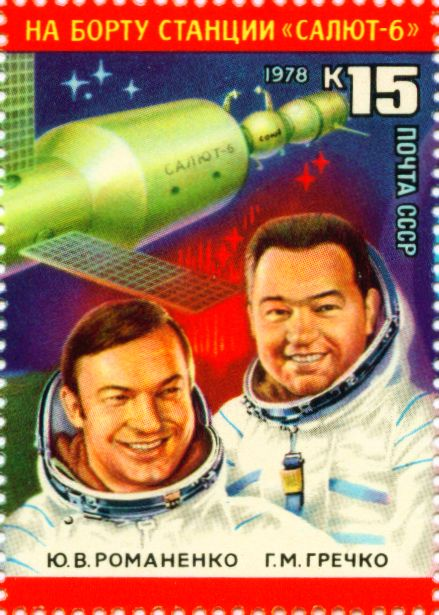
Sello postal soviético de 1978 dedicado a la Salyut 6: Yuri Romanenko (izq.) y Gueorgui Grechko (der.)

En octubre de 1954, paralelamente a sus estudios, Grechko comenzó a trabajar como técnico mecánico en la oficina de diseño de Serguéi Koroliov (OKB-1). A partir del año siguiente trabajó como ingeniero, realizando cálculos sobre la dinámica de los vuelos espaciales y colaborando en la preparación del lanzamiento de equipos espaciales en el cosmódromo de Baikonur. Participó en el lanzamiento del primer satélite artificial (Sputnik 1) y de las primeras naves espaciales tripuladas.
De mayo de 1966 a junio de 1986 fue miembro del cuerpo de cosmonautas. Entre 1968 y 1969 formó parte del grupo de cosmonautas  del programa lunar soviético. Cuando se canceló dicho programa, pasó a trabajar en el programa de estaciones espaciales Salyut.
Realizó 3 misiones espaciales con una duración total de 134 días, 20 horas y 33 minutos, y un paseo espacial con una duración total de 1 hora y 28 minutos. Su primera misión fue en 1975 con la nave Soyuz 17 hacia la estación espacial soviética Salyut 4, en la que pasó 29 días en el espacio.
Grechko realizó su primera actividad extravehicular (conocida popularmente como paseo espacial) con el traje Orlan el 20 de diciembre de 1977, durante la misión Salyut 6 EO-1. Llegó a la estación espacial en la Soyuz 26 y regresó a la Tierra el 18 de marzo de 1978 a bordo de la Soyuz 27. Su última estancia en el espacio fue en 1985: llegó a la estación espacial Salyut 7 (DOS 6) con la misión Soyuz T-14 y regresó a la Tierra el 26 de septiembre de 1985 con la Soyuz T-13.
Tras dejar el cuerpo de cosmonautas en 1986, trabajó en el Instituto de Física Atmosférica de la Academia de Ciencias de la Unión Soviética (desde 1992, Academia de Ciencias de Rusia). Bajo su dirección, en las estaciones espaciales tripuladas Salyut y Mir se realizaron investigaciones sobre la atmósfera terrestre a partir de los fenómenos de refracción óptica.
Es autor de más de 28 publicaciones científicas. De 1977 a 1990 presentó el programa de televisión "Este mundo fantástico", emitido por la Televisión Central Soviética. También realizó pequeños papeles en varias películas, donde se interpretaba a sí mismo.
Junto con Alekséi Leónov, Vitali Sevastianov y Russell Schweickart, creó en 1984 la Asociación de Exploradores del Espacio, a la que puede pertenecer cualquier persona que haya estado en el espacio exterior.
Grechko falleció el 8 de abril de 2017, a la edad de 85 años, a causa de varias patologías crónicas. Está enterrado en el Cementerio Troyekúrovskoye de Moscú.

## Vuelos realizados
Entre 1975 y 1985, Gueorgui Grechko participó en tres misiones como ingeniero de vuelo: Soyuz 17, Soyuz 26 y Soyuz T-14, durante las cuales acumuló más de 134 días en el espacio:
- 11 de enero de 1975: Grechko participa en la misión Soyuz 17 hacia la Salyut 4 y regresa a la Tierra el 10 de febrero de 1975.
- 10 de diciembre de 1977: Grechko participa en la misión Soyuz 26 hacia la Salyut 6 como miembro de la expedición Salyut 6 EO-1. Regresa a la Tierra el 16 de marzo de 1978 a bordo de la Soyuz 27.
- 17 de septiembre de 1985: Grechko participa en la misión Soyuz T-14 hacia la Salyut 7 como miembro de la expedición Salyut 7 EP-5. Regresa a la Tierra el 26 de septiembre de 1985 a bordo de la Soyuz T-13.

## Condecoraciones y honores

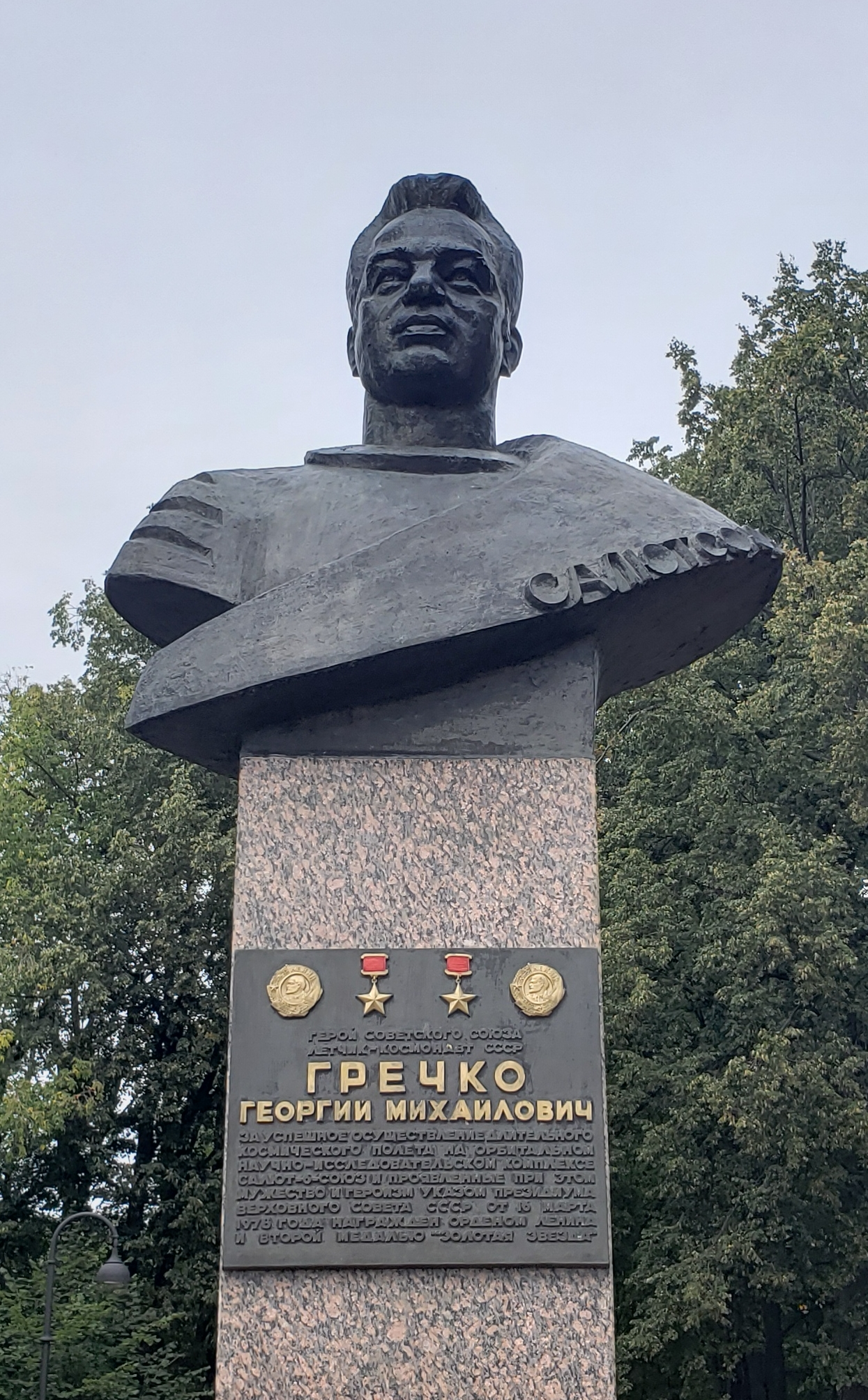
Busto de Gueorgui Grechko situado en el Parque de la Victoria de San Petersburgo

- Héroe de la Unión Soviética (2 veces: 1975 y 1978)
- Piloto-Cosmonauta de la Unión Soviética
- Orden de Lenin (3 veces: 1975, 1978 y 1985)
- Medalla de los Trabajadores Distinguidos (1961)
- Medalla Conmemorativa por el Centenario del Natalicio de Lenin (1970)
- Medalla por el Desarrollo de las Tierras Vírgenes (1970)
- Medalla por los Méritos en la Exploración del Espacio (2011)
- Héroe de la República Socialista Checoslovaca (1978)
- Orden de Klement Gottwald (1978)
- Kirti Chakra (1984)
- El astrónomo ruso Stepánovich Chernyj descubrió un asteroide en 1979 y lo llamó (3148) Grechko.[7]